# Орсара-Бормида
Орсара-Бормида (итал. Orsara Bormida) — коммуна в Италии, располагается в регионе Пьемонт, в провинции Алессандрия.
Население составляет 420 человек (2008 г.), плотность населения составляет 82 чел./км². Занимает площадь 5 км². Почтовый индекс — 15010. Телефонный код — 0144.
Покровителем коммуны почитается святитель Мартин Турский, празднование 11 ноября.

## Демография
Динамика населения:

## Администрация коммуны
- Официальный сайт: http://www.comune.orsara.al.it